# Hørve Sogn
Hørve Sogn er et sogn i Odsherred Provsti (Roskilde Stift).
I 1800-tallet var Hørve Sogn anneks til Vallekilde Sogn. Begge sogne hørte til Odsherred i Holbæk Amt. Vallekilde-Hørve sognekommune blev ved kommunalreformen i 1970 indlemmet i Dragsholm Kommune, der ved strukturreformen i 2007 indgik i Odsherred Kommune.
I Hørve Sogn ligger Hørve Kirke.
I sognet findes følgende autoriserede stednavne:
- Dragsmøllegård (bebyggelse)
- Hørve (bebyggelse, ejerlav)
- Hørve Enghave (bebyggelse)
- Lillevang (bebyggelse)
- Sandby Hage (bebyggelse)
- Skovvang (bebyggelse)
- Stenmose (bebyggelse)
- Sylager Næbbe (bebyggelse)
- Søhuse (bebyggelse)
- Vejleby (bebyggelse, ejerlav)